# Сучава (аеропорт)
Міжнародний аеропорт ім. Штефана Великого (рум. Aeroportul Internațional "Ștefan cel Mare" Suceava) (IATA: SCV, ICAO: LRSV) — аеропорт, що обслуговує місто Сучава в Румунії. Розташований у селі Сальча, що у 12 км на від Сучави і 31 км на захід від Ботошан. Найближча залізнична станція - Сучава, розташована приблизно в 9 км. До аеропорту також можна дістатися з України автомобільним транспортом, з центрального автовокзалу Чернівців курсують маршрутні автобуси.  Названий на честь воєводи Молдови Штефана Великого.

## Історія
Аеропорт Сучави, більш відомий як аеропорт Сальча, було відкрито 1962 року, після початку надання послуг авіакомпанії TAROM. 1963 року було збудовано та заасфальтовано злітно-посадкову смугу та перон. Протягом 2001-2004 рр. аеропорт обслуговувала лише Angel Airlines. У березні 2005 р. аеропорт було названо іменем Ștefan cel Mare та почато обслуговування міжнародних рейсів.
2013 — в аеропорту Сучави було проанонсовано реконструкцію кошторисом ~ 39 млн. € для подовження ЗПС з 1800 метрів до 2460 м, будівництва нової диспетчерської вежі та встановлення нової системи посадки ILS.
Реконструкцію розпочато у серпні 2013 р. і 12 січня 2014 р. аеропорт було закрито у зв'язку з ремонтом. Старе цементне покриття було демонтовано, натомість було збудовано нову асфальтну ЗПС. 25 жовтня 2015 р. аеропорт було офіційно заново відкрито.

## Статистика
Див. джерело запитів Вікіданих та джерела.